# Площа Конституції 3 травня (Хойна)
Площа Конституції 3 Мая в Хойні (до 1945 року, нім. Marktplatz) — прямокутна площа в Старому місті в Хойні. Носить назву Конституції Речі Посполитої, яка була прийнята 3 травня 1791 року та регулювала правову систему спадкової монархії Речі Посполитої. З південного сходу обмежена вулицею Мєшка І, з північного сходу — вулицею Ягелла, з північного заходу — будівлею ратуші, з південного заходу — вулицею Болеслава Хороброго.

## Історія
Головна площа найстарішої частини міста. На межі 13-14 століть на ринковій площі була побудована нова ратуша замість попередньої будівлі, знищеної під час пожежі 1316 року. Хойна була зруйнована під час тридцятилітньої війни. У 1714 році, в рамках післявоєнної відбудови міста ринкову площу було вимощено бруківкою.
У лютому 1945 кам'яниці навколо ринкової площі та ратуші були спустошені Червоною Армією. Після Другої світової війни руїни будівель знесли, залишилася лише згоріла ратуша. Лише в 1977—1986 роках її було реконструйовано. Порожній південно-західний фасад заповнили житлові будинки, а північно-східний — стилізовані кам'яниці. Південно-східний фасад не перебудовувався — на його місці залишився газон перед костелом Св. Марії.

## Галерея

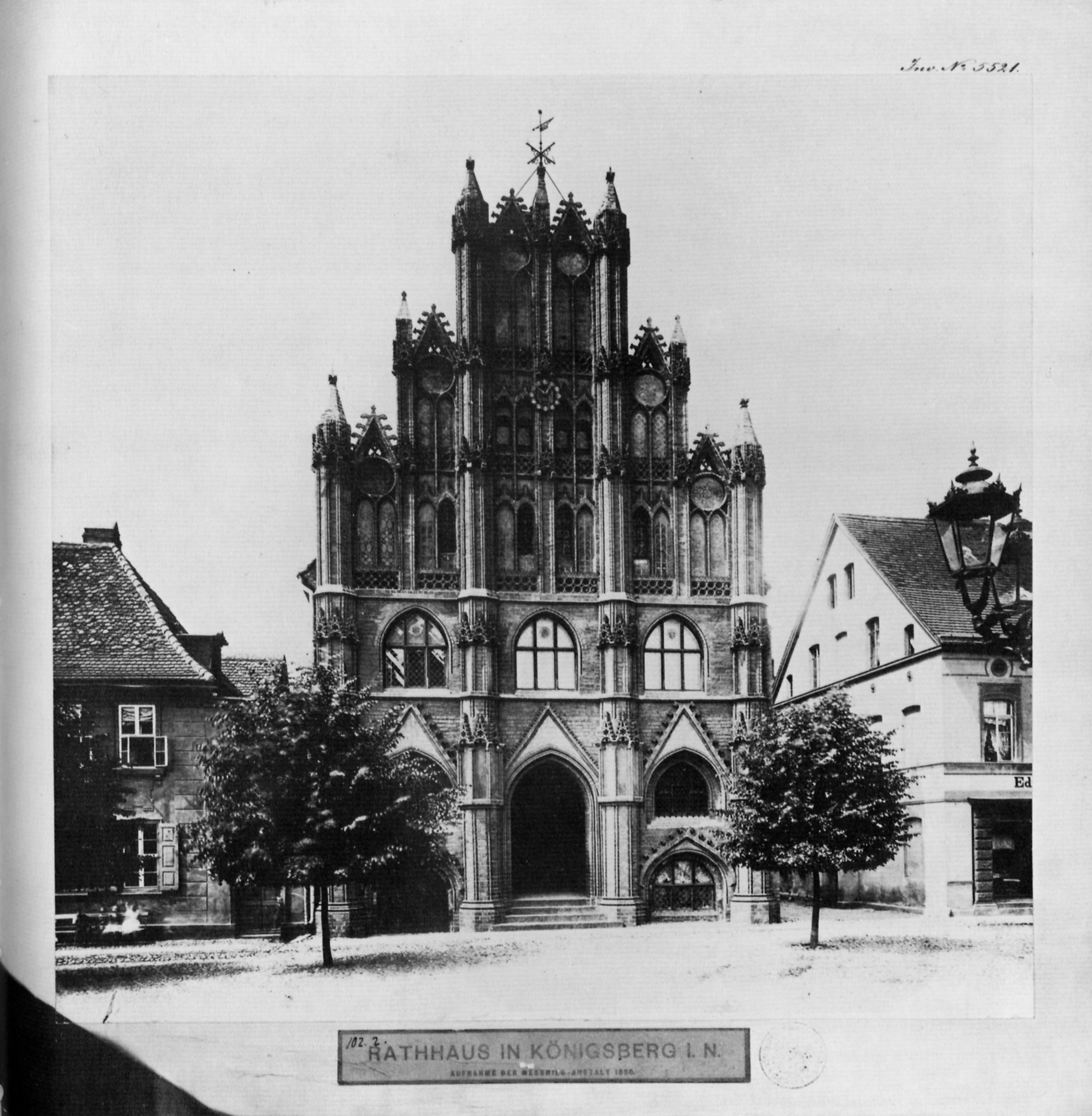
Фрагмент ринкової площі з ратушею до Другої світової війни
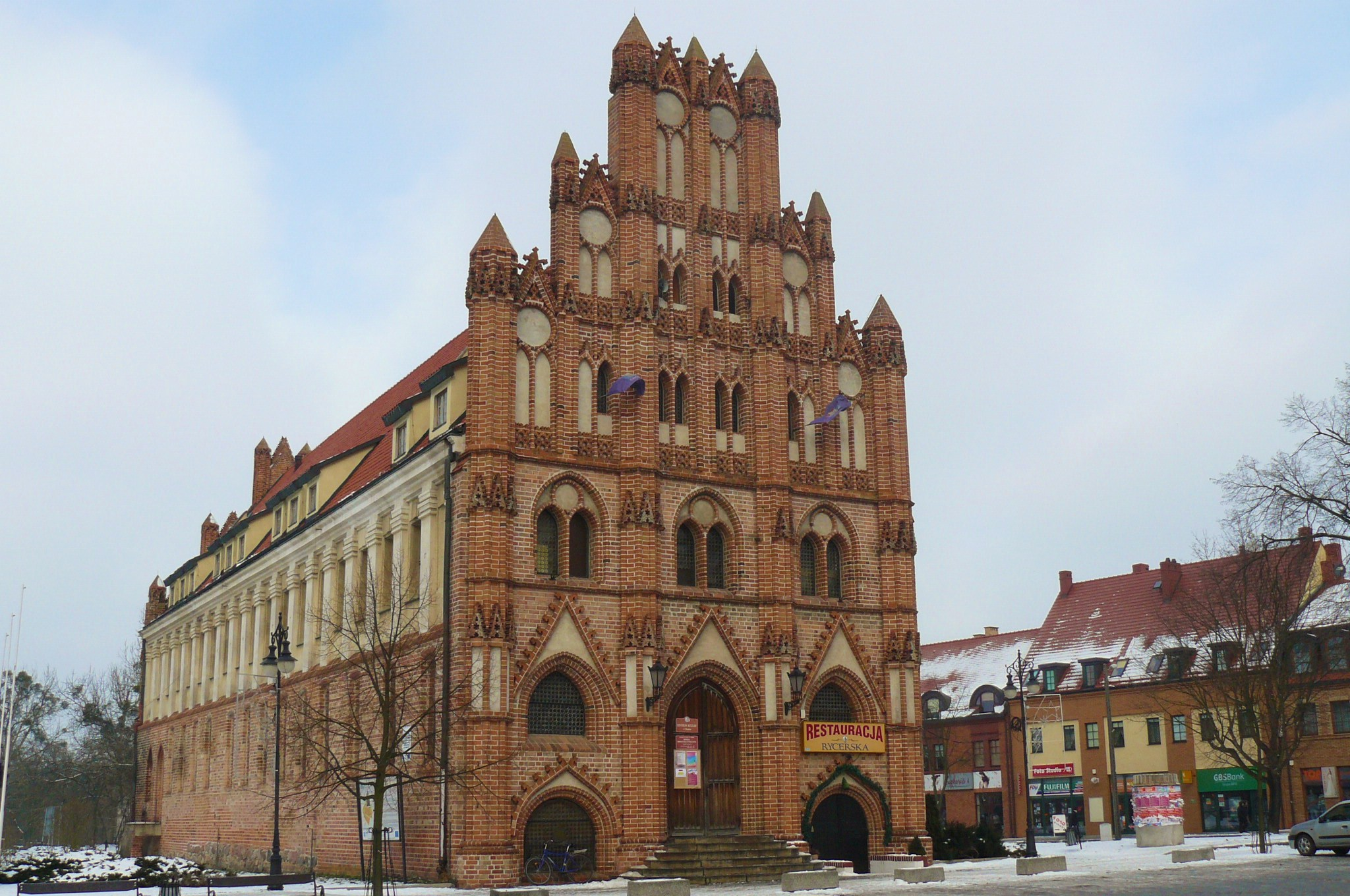
Фрагмент ринкової площі з ратушею сьогодні
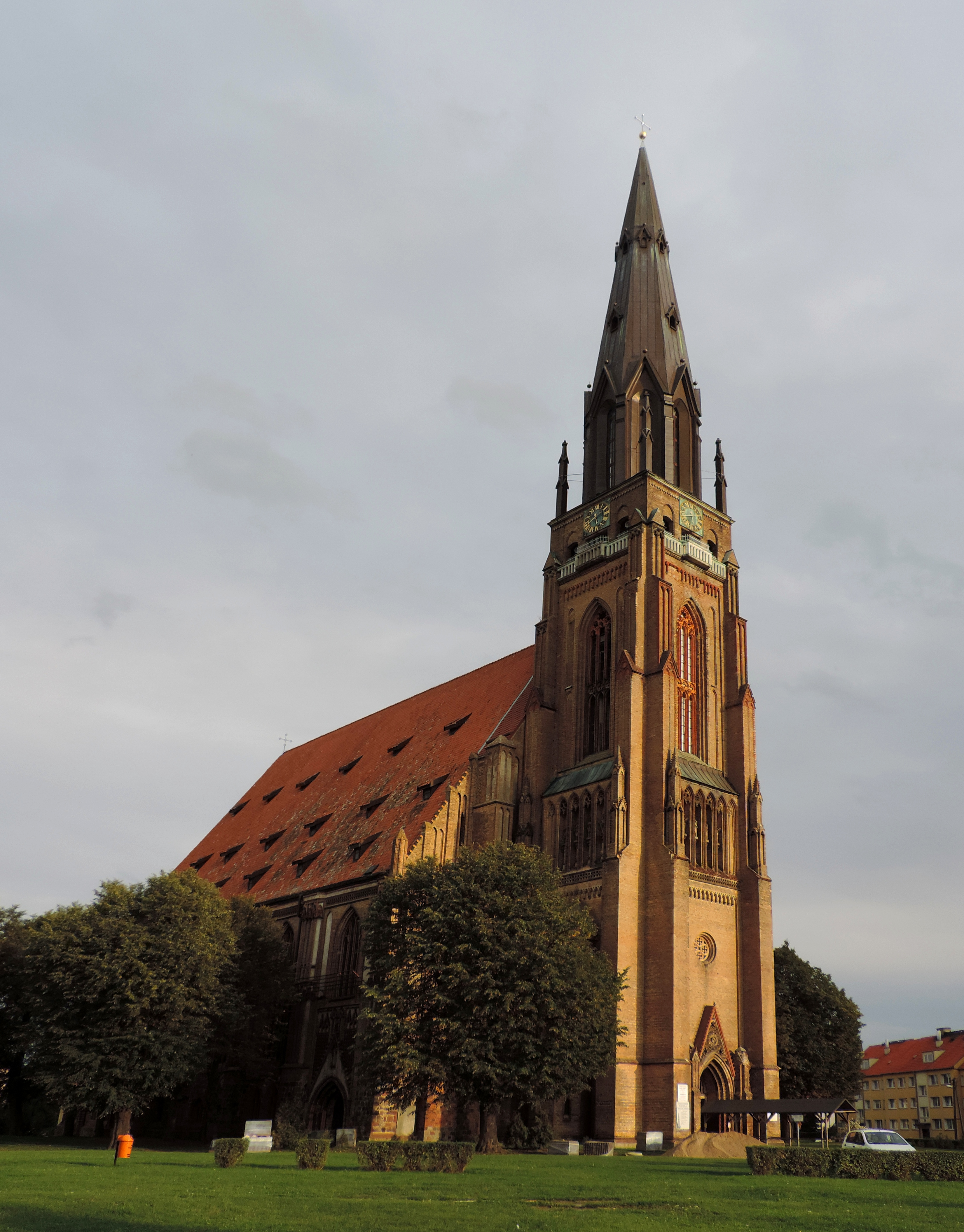
Маріацький костел і галявина на фасаді ринкової площі